# قبيلة عنس
قبيلة عنس - بفتح العين ثم سين مهملة - هي قبيلة ومخلاف واسع من قبائل محافظة ذمار. سميت باسم عنس بن مذحج وهي قبيلة يمنية كبيرة معروفة ومشهورة لها بلاد واسعة تقع في وسط اليمن وتحديداً عنس ومغرب عنس وميفعة عنس في محافظة ذمار الواقعة جنوب العاصمة صنعاء وتبعد عنها مسافة 95 ميلاً. وإداريا فقبيلة عنس جزء من محافظة ذمار في اليمن.

## نبذة تاريخية
وذمار كما هو معروف مدينة قديمة وكبيرة يعود تاريخها للقرن الأول للميلاد تقريباً وسميت نسبة إلى الملك ذمار علي يهبر ملك سبأ وذو ريدان وحضرموت ويمنات (15-35 م)، وقبيلة «عنـــس» هم بنو عنس بن مالك المُلقب بمذحج بن أدد بن زيد بن يشجب بن يعرب بن قحطان ومنهم طوائف كثيرة هاجرت واستوطنت الحجاز والشام كما دخل البعض منهم للأندلس وغيرها من البلدان، وقد ورد في كتاب (صفة جزيرة العرب) للسان اليمن الحسن بن احمد بن يعقوب الهمداني ذكر «ذمار» ورأس مخاليفها بلد عنس وساكنه بعض قبائل عنس بن مذحج ويقال انه منسوب لعنس بن زيد بن سدد بن زرعه بن سبأ الأصغر وأشار إلى مآثر بينون وهكر وهي قصور حميرية مشهورة قد ضمن ذكرها كتاب (الإكليل) وكذلك جبل لبؤه و«اسبيل» وهو جبل منيف شاهق واسع الأطراف يبعد عن ذمار شرقاً بمسافة ثلاثة فراسخ، وأكمة الاسي وهو ما تعرف به اللسي في الوقت الحاضر وهي حمة سوداء بها جرف يسمى حمام سليمان ورد ذكرها في كتاب (معجم ما استعجم) و (المسالك والممالك اليمنية)،
وجاء في (مجموع بلدان اليمن وقبائلها) أما ذمار فأغلبها بلاد عنس وهي مخلاف زبيد زبيد الجبل والوادي والسائلة ثم مخلاف جبل الدار ثم عنس السلامة ثم اسبيل ثم بلاد الاتلا ثم الجرشه ثم مخلاف منقذه ثم سائلة معسج ثم وادي الحار وفيه مجموعة قرى منها قرية الوكر وقفل الصياد والشرفة وغيرها تقع في مشراف على وادي الحار يسكنها بني شوباص والأشول والصياد والشوذبي ثم مخلاف يعر هذه بلاد عنس المربوطة إلى ذمار رأساً، ثم ذكر ناحية «مغرب عنس» وتشمل عزلة موشك ثم عزلة شجن ثم بني عفير ثم الجنبيين وإليهم اكمة الفتوح وحصمان ومعبرة ثم بني طيبة ثم عزلة بيت نصر ثم عزلة وثن ثم قرضان والكرابه العليا والسفلى ثم بني دهيم ثم وتيح ثم بني جبر ثم القفز بني جماعة ومن إليهم.
وهي من المناطق القديمة الأثريه ففيها من المآثر خرائب بينون وهكر وموكل وأفيق ويفع والمواهب وقباتل وملص وغيرها. ومن توابع مخلاف عنس (زُبيد) بضم الأول مع «التصغير»، وهي من مذحج من ولد زبيد، وهو «منبه بن صعب بن سعد العشيرة بن مالك» وهَكِــر: بفتح الهاء وكسر الكاف وبالراء المهملة، وهي من البلدان الحميرية المشهورة، وهي مصنعة قائمة، في وسطها حقل يحيط به تلال من يمناه وشماله، وبجانبها قرية الأهجر وهي قرية خاربة من مديرية عنس،
يقول الشاعر الحميري:
وهي مدينة «لمالك بن سقار بن مذحج»، وتضم قرية أضرعة بسديها التاريخيين وهكر، وهما قريتان ترجعان إلى مخلاف عنس وأعمال ذمار وهناك نقش بخط المسند على مدخل المسجد يرجع إلى عام (281 ميلادية)، يذكر الملك «شمر يهرعش» ملك سبأ وذو ريدان وحضرموت ويمنات، ونقش آخر يحمل اسم الملك «ياسر يهنعم» وكلا النقشين يتعلقان بمدينة هَكِر كذلك الأهجر وهي منطقة في مخلاف عنس.

## من مشاهير قبيلة عنس
وينسب إلى قبيلة عنس الصحابي الجليل عمار بن ياسر بن عامر بن مالك العنسي -رضي الله عنه- وأرضاه كما اشتهر من عنس أبو عتبه إسماعيل بن عياش العنسي الحمصي المتوفي سنة 173 ترجمه الذهبي في (تذكرة الحفاظ)، ومن مشاهيرها الأمير علي بن يحي العنسي المتوفي سنة 681 كان من أعيان الدولة الرسولية وأبو سليمان الداراني واسمه عبد الرحمن العنسي ترجمه ابن الجوزي في (صفوة الصفوة) والمتوفي سنه 205، وممن نسب إلى عنس الأسود الكذاب واسمه عبهله بن كعب خرج من كهف خبان قرية قرب نجران وهي كانت داره وبها ولد ونشأ حكاه في (معجم البلدان) كما ورد في (مجموع بلدان اليمن وقبائلها، ومن أشهر بلدان عنس ومناطقها نذكر حقل شرعه وهي أرض زراعية خصبة مشهورة بجودة محاصيلها من البر والحبوب، وقرية أضرعة وهكر من أهم بلاد عنس واعمال ذمار فيها معالم ذو ريدان وهي موطن ذو القرنين المذكور في القرآن الكريم بجوارها سدى حبره من الاسداد الحميرية وهي من أقدم وأشهر السدود في اليمن، ومنها الشيخ أحمد صالح حسين الجاهلي الأضرعي من بني حسين من حصن الجاهلي بقرية أضرعة وهو مستشار مشائخ عنس وحكيمها، وتقع بجوارها قرية هكر وهي من البلدان الحميرية المشهورة روي عنها في معجم البلدان أنها مدينة لمالك بن شقار بن مذحج وهو حصن باليمن من أعمال ذمار، وخربة افيق وهي قرية من بلادعنس السلامة وقاع الديلمي وفيها قبر الإمام أبي الفتح الديلمي المقتول بيد الصليحي في سنة 440 وحورور وهي قرية المقادشه من مخلاف اسبيل في بلاد عنس واعمال ذمار ومنهم الشاعره المعروفة غزال المقدشيه توفيت أول القرن الرابع عشر الهجري وخراشه وهي قرية من مغرب عنس ينسب إليها القضاة بنو الخراشي وبنو دهيم من قبائل مغرب عنس وبنو المنقذي نسبه إلى منقذه قرية كبيرة مكونه من ثلاثة محلات جدبان والحصن والقطن وهي من مخاليف عنس وشيخهم المصري ومشائخ عنس السلامة بنو المصري ومحلهم قرية بيت المصري عوضآ لدار الخطم والحصين محل المشائخ بني عمران وشيخهم محمد زيد ومن أشهر العائلات في عنس المحابشة ومنهم علي بن علي المحبشي وحسن وحمدي المحبشي وقرية جوعر محل المشائخ بني الشغدري وشيخهم عبد اللطيف مثنى الشغدري وخربة أبو يابس محل المشائخ بني أبويابس وشيخهم صادق علي أبو يابس ومحل المشائخ بيت الفاطمي ومشائخ بني طيبه بنوالورد ومشائخ اسبيل بنو المقدشي والمقادشه من قبائل اسبيل في بلاد عنس وهم بني علي وبني عزالدين وبني الحاج وشيخهم في الوقت الحاضر الشيخ/حسين محمد المقدشي وهو ابن الشيخ الراحل محمد بن أحمد المقدشي أحد كبار المنطقة كمان منهم الشيخ عبد الولي المقدشي عضو مجلس الشعب التأسيسي 1979 وتقطن عنس وتنتمي إليها الكثير من الاسر والعائلات العريقة والمتجذره في المجتمع اليمني ومن مشاهير قبيلة عنس أل السنبلي حيث يعتبرون هم أول من سكن هذة المنطقة ومن أبرز الشخصيات هو الشيخ عبد المنان محمد حفظ الله السنبلي لما يتميز بة من شخصية كبيرة كونه إنسان أكاديمي ويجيد 3 لغات وكان له دور كبير في حرب عام 1994 م للدفاع عن الوحدة اليمنية. ومن مخاليف عنس مخلاف يعر ويقع في الجزء الغربي من مدينة ذمار وفي المخلاف العديد من الاسر العريقة منها بيت اليعري وأشهر مشائخ يعرماقبل الثورة الشيخ مقبل ناصر اليعري والشيخ علي محمد اليعري وحاليا الشيخ ناصر مقبل اليعري والشيخ يحي ناصر اليعري والشيخ عبد العزيز اليعري وهم المشائخ وال أبو حاتم الجبري الذين يسكنون قرية الصلل والعيزري وقطران والعيسي والعميسي وغيرهم ومن معالمها الأثرية قرية الجبجب وحصن أحمد سعيد حصن مشائخ يعر
آل المصري وهم قرية وعشيرة في عنس السلامة ومن أعلام هذه الأسرة الشيخ احمد عبد الله المصري أحد كبار مشائخ المنطقة الوسطى ورؤساء قبيلة عنس وقد توفي في أول القرن الرابع عشر الهجري (معجم البلدان والقبائل اليمنية) والشيخ طاهر بن ناصر صلاح المصري والذي كان من ابرز قيادة المقاومة الشعبية في الثورة ومعه الشيخ محمد احمد صلاح المصري واخيه الشيخ صلاح بن احمد صلاح المصري الذي تولى الوزارة في حكومة 1971، كمان منهم في وقتنا الشيخ حمير بن صلاح المصري شيخ ضمان قبيلة عنس والشيخ محمد عبد الوارث المصري وعبد القدوس المصري والشيخ قناف المصري واللواء مطهر رشاد المصري وزير الداخلية اليمني 2009، ومن أشهر بلدان ومناطق عنس مخلاف عنس السلامة وتقع فية قرية الكولة التي بناها دريب ومن نسلة ال الميري وبنو سحلول، ومنها سنبان وينسب إليها بنو الحضوري وبنو الفقيه وبنو عز الدين كما ان منهم بنو القاضي السنباني وهم أولاد واحفاد القاضي احمد عبد المغني السنباني الشاعر والمحقق المعروف والد عبد الله السنباني عضو مجلس الشورى اليمني كما ان منها العديد من الشخصيات المفكرة والتي تحتل مراكز قياديه في الدولة اليمنية وقرية أضرعه التي تعتبر أشهر قرى عنس ومنها الشعراء والحكماء وخربة السيد قرية من مخلاف عنس السلامة وينسب إليها الدكتور صلاح علي العنسي سفير اليمن بسوريا 2007 وبنو الحجي من قرية بيت الحجي، والموشكي، شجن، معبرة.